# Aktor (Sohn des Phorbas)
Aktor (altgriechisch Ἄκτωρ Áktōr) ist in der griechischen Mythologie König von Elis und gründete dort die Stadt Hyrmina, die er nach seiner Mutter benannte. 
Er war der Sohn des Phorbas und der Hyrmine und damit Bruder des Augias oder des Aigeus, dadurch ein Lapithe. Seine Gattin war Molione. Er war Vater der Zwillinge Kteatos und Eurytos, die Aktorione.